# الكسندر كيث مارشال
الكسندر كيث مارشال (بالإنجليزية: Alexander Keith Marshall)‏ هو سياسي أمريكي، ولد في 11 فبراير 1808 في فرسايليس في الولايات المتحدة، وتوفي في 28 أبريل 1884. انتخب عضو مجلس النواب الأمريكي.